# Schützenloch

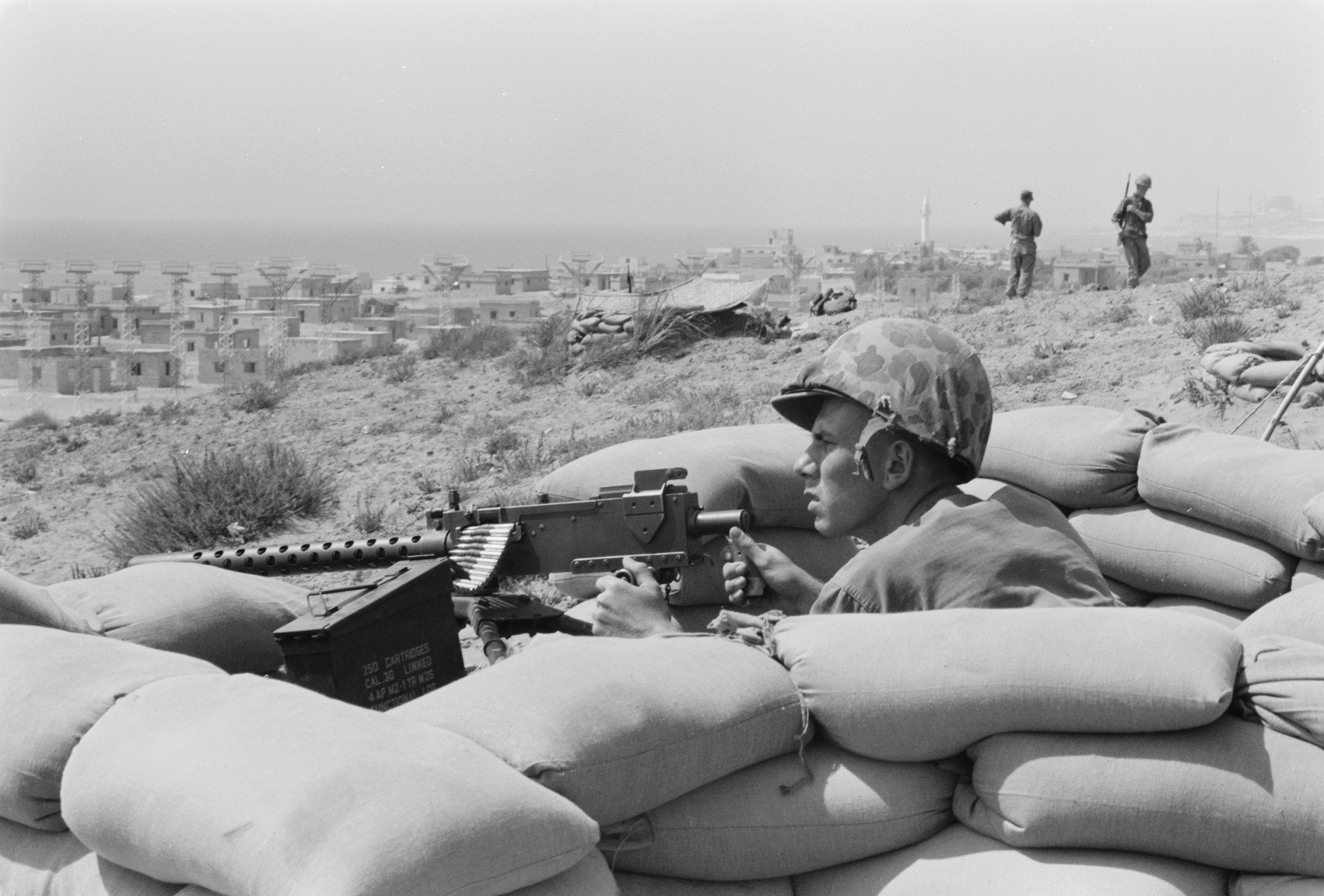
U. S. Marine in einem Schützenloch bei Beirut während der Libanonkrise, Juli 1958

Ein Schützenloch ist ein einzelnes Erdloch zum Schutz eines Soldaten gegen Flachfeuer, vor allem aus Handwaffen, zumeist innerhalb einer Stellung. Schrapnell- und Sprenggeschosse der Artillerie können den Soldaten jedoch in seinem Erdloch verwunden, töten oder darin verschütten.
Eine Feldstellung für zwei Soldaten wird als Kampfstand bezeichnet.
Bei den Amerikanern wird ein Schützenloch als Foxhole ‚Fuchsloch‘ bezeichnet.

## Aufbau

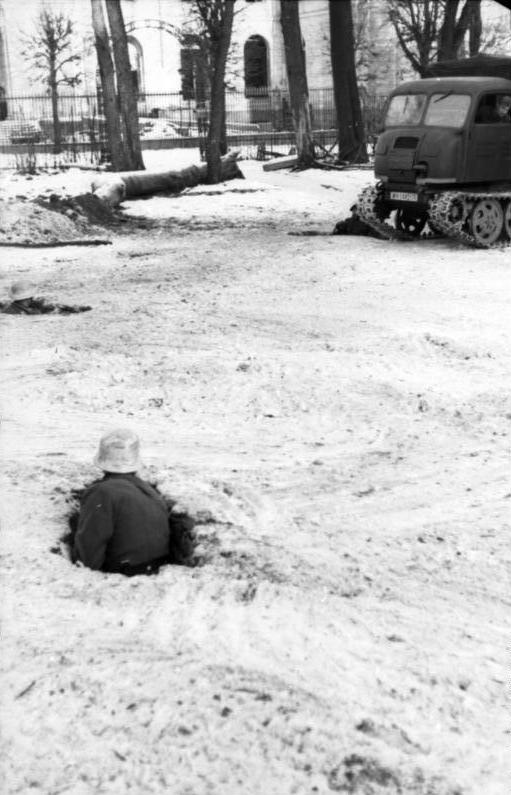
Deutscher Soldat im Schützenloch (Russland, 1943)

Das Schützenloch wird so tief ausgehoben, dass ein Soldat darin stehen oder knien kann. Es wird idealerweise so angelegt, dass die Breite jener des Soldaten entspricht (Klappspatenbreite), die Öffnung enger als der Boden ist, um das Hineinwerfen einer Handgranate zu erschweren und dem Soldaten die Möglichkeit zu geben, bei Beschuss in der Tiefe des Kampfstands Deckung zu nehmen und Ausrüstung sowie zusätzliche Munition abzulegen. Gegen Regen und Nässe wird der Boden mit Ästen gepolstert und ein Sicker- und Handgranatenloch in der Vorderwand ausgehoben. Eine dort hineingeworfene Handgranate kann nur begrenzt Wirkung entfalten. Durch einen Tunnel oder eine gedeckte Kriechrinne können Schützenlöcher mit weiteren Feldbefestigungen auch als Wechselstellungen verbunden werden. Abgedeckte Schützenlöcher sind ein Übergang zum Erdbunker. Die Abdeckung dient darüber hinaus der Tarnung gegen Luftaufklärung.

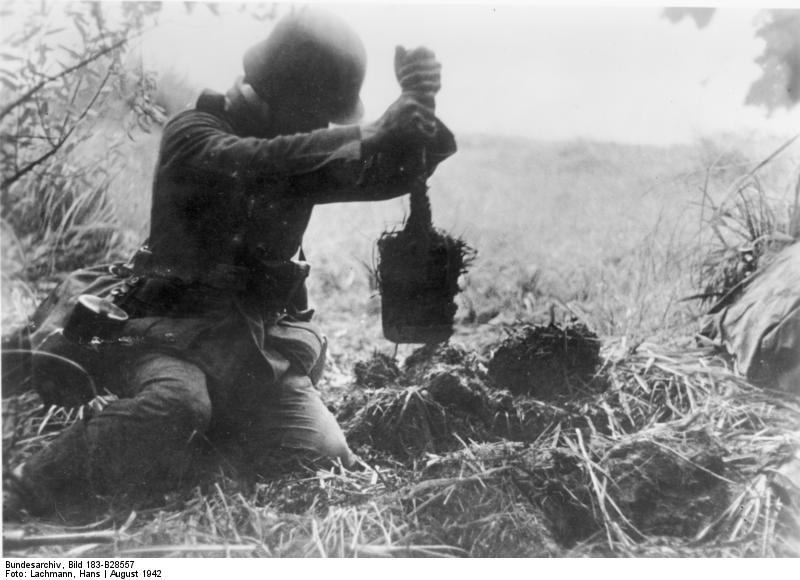
Deutscher Soldat hebt Schützenloch mit Feldspaten aus (Russland, August 1942)

Der Reibert gab 1963 als Arbeitszeit für einen Soldaten zum Bau eines Schützenloches für einen stehenden Soldaten bei leichtem Boden 1,5 Stunden, bei mittlerem Boden 2,25 Stunden und bei festem Boden 3 Stunden an. Es gab zudem einen Bautyp mit sogenanntem Fuchsloch, bei dem feindwärts in einem Meter Tiefe eine Ausbuchtung gegraben wurde, in die sich der Soldat setzen konnte und so gegen Splitter usw. gedeckt war. Dies war jedoch nur bei festem Untergrund möglich. Bei festem Untergrund schütze ein Schützenloch außerdem vor Überrolltwerden durch einen Panzer.
Auch gegenwärtig gilt noch, dass, sobald Soldaten sich längere Zeit an einem Ort aufhalten, Erddeckungen geschaffen werden sollen. Die einfachste Form der Erddeckung ist die Schützenmulde. Wo dies möglich ist und Zeit und Kräfte zur Verfügung stehen, sind größere Stellungsbauten in Form von Feldbefestigungen anzulegen. Schützenlöcher sind nicht mehr Ausbildungsgegenstand bei der Bundeswehr, der stattdessen gelehrte Kampfstand unterscheidet sich vom Schützenloch insoweit, als er in der Regel für zwei Mann ausgelegt wird und nicht notwendigerweise in den Boden eingesenkt sein muss. Die weiteren Aussagen zum Bau eines Kampfstandes sind aber übertragbar. So soll, wo immer möglich, der Kampfstand nach oben gegen Splitter von Artilleriegranaten abgedeckt sein; er kann einen überdeckten Raum beinhalten. Falls eine Erddeckung nicht tief genug ausgebaut werden kann, kann sie mit Sandsäcken oder vor Ort befindlichem Material wie etwa Felsbrocken oberirdisch verstärkt werden. Der Kampfstand wird der Umgebung mit Tarnmitteln angepasst, damit er möglichst spät wahrgenommen und die Aufklärung erschwert wird.
Weiter zur Tarnung tragen einige Regeln bei. Wenn möglich werden die Grasoden abgestochen und mit den Wurzeln nach oben gelagert. Die ausgehobene Erde wird auf einer Zeltplane gelagert und in Abstand zum Kampfstand unauffällig deponiert. Die anfänglich abgestochenen Grasoden können abschließend zum Abdecken von Verstärkungen (Sandsäcke, Steine etc.) verwendet werden. Weiter sollten bei der Anlage des Kampfstands landschaftliche Kennzeichen, die dem Feind ein Anvisieren erleichtern, entfernt werden. Hierzu zählen z. B. einzelne Bäume.

## Geschichte und Einsatz
Mindestens seit dem Aufkommen von Artillerie und automatischen Waffen ist es für Soldaten notwendig geworden, sich durch Tarnung und Schanzen vor Beschuss zu schützen. Laufgräben, Schutzwälle oder Ähnliches zum Schutz vor Beschuss z. B. bei Belagerungen sind jedoch schon seit der Antike bekannt. Zusammengefasste Kampfstände mit Verbindungsgräben oder Schützengräben werden als Feldbefestigung bezeichnet. Die stärkste Ausprägung erhielt dies im Stellungskrieg des Ersten Weltkriegs.
Auch heute werden durch Soldaten Feldstellungen meist in Form von Kampfständen angelegt. Der umfangreiche Ausbau ist jedoch aufgrund der Mobilität der Gefechtsführung, veränderter Waffentechnik und vor allem wegen Aufklärungsmitteln wie Wärmebildgeräten seltener geworden. In der modernen Kriegsführung wird ein Angriff durch Artillerie- und Luftangriffe vorbereitet; ein Kampfstand oder Schützenloch bietet aber auch heute noch bei Beinahetreffern hochexplosiver Geschosse und Bomben Schutz.
Wurden Feldbefestigungen früher meist im offenen Gelände angelegt, um eigene Truppen dorthin vorschieben zu können, werden sie heute in (stark) bedecktem Gelände angelegt, um eine bessere Tarnung zu erzielen.
Aus Panzerfahrzeugen heraus sind gut getarnte Feldstellungen schlecht zu erkennen. In Gebieten mit aufgelockert angelegten Erdbefestigungen besteht für Panzer daher die Gefahr, aufgrund ihrer eingeschränkten Sicht unbemerkt Schützenlöcher zu überrollen, aus denen heraus anschließend ihr wenig gepanzertes Heck, die Seiten oder sogar der Boden angegriffen werden können.
Ungetarnte und erkannte Feldbefestigungen hingegen können auch aus Panzerfahrzeugen heraus aufgeklärt werden. So liegen aus dem Zweiten Weltkrieg Berichte vor, dass Panzer über erkannte Schützenlöcher fuhren, sich darüber drehten und die Wände über dem betroffenen Soldaten zum Einsturz brachten.

## Nachteile des Schützenloches
Schützenlöcher können bei sehr hartem oder sehr sandigem Untergrund sowie bei hohem Grundwasserspiegel nicht oder nur mit großem Aufwand angelegt werden. Der Bau eines Schützenlochs erzeugt so viel Aushub, dass in wenig gegliedertem Gelände die Position des Schützenloches durch diesen verraten wird. Der Bau erfordert je nach Bodenbeschaffenheit bis zu mehrere Stunden. Während eines Gefechtes werden daher nur Schützenmulden angelegt. Der Soldat ist in einem einfachen Schützenloch isoliert und kann es unter Umständen kaum ungesehen verlassen und erreichen.